# Virieu-le-Petit
Virieu-le-Petit era una comuna francesa situada en el departamento de Ain, de la región de Auvernia-Ródano-Alpes, que el 1 de enero de 2019 pasó a ser una comuna delegada y sede de la comuna nueva de Arvière-en-Valromey.

## Geografía
Está ubicada en el sureste del departamento, a 16 km al norte de Belley.

## Demografía
| 277 | 235 | 198 | 295 | 279 | 281 | 310 | 307 | 297 |
| Para los censos de 1962 a 1999 la población legal corresponde a la población sin duplicidades (Fuente: INSEE [Consultar]) |     |     |     |     |     |     |     |     |